# João Mazive
João Xavier Mazive (ur. 12 kwietnia 1990 w Maputo) – mozambicki piłkarz grający na pozycji prawego obrońcy. Od 2021 jest zawodnikiem klubu Incomáti de Xinavane.

## Kariera klubowa
Swoją karierę piłkarską Mazive rozpoczął w klubie CD Costa do Sol. W sezonie 2007 zadebiutował w jego barwach w pierwszej lidze mozambickiej. W debiutanckim sezonie wywalczył z nim dublet - mistrzostwo i Puchar Mozambiku. W sezonie 2015 został z nim wicemistrzem kraju. W latach 2017–2021 był zawodnikiem klubu Ferroviário Nampula. W 2021 przeszedł do Incomáti de Xinavane.

## Kariera reprezentacyjna
W reprezentacji Mozambiku Mazive zadebiutował 17 listopada 2010 w przegranym 1:3 towarzyskim meczu z Zimbabwe, rozegranym w Matoli. Od 2010 do 2016 rozegrał w kadrze narodowej 20 meczów.